# 福井県特別支援学校一覧
福井県特別支援学校一覧（ふくいけんとくべつしえんがっこういちらん）は、福井県の特別支援学校の一覧。

## 国立特別支援学校
- 福井大学教育学部附属特別支援学校

## 特別支援学校（知的障害、肢体不自由、病弱教育）

### 福井市
- 福井県立福井特別支援学校
- 福井県立福井南特別支援学校
  - 福井県立福井南特別支援学校清水分教室
- 福井県立清水特別支援学校
- 福井県立福井東特別支援学校
  - 福井県立福井東特別支援護学校月見分教室

### 小浜市
- 福井県立嶺南西特別支援学校
  - 福井県立嶺南西特別支援学校小浜分校

### 勝山市
- 福井県立奥越特別支援学校

### 越前市
- 福井県立南越特別支援学校

### 坂井市
- 福井県立嶺北特別支援学校

### 永平寺町
- 福井県立福井東特別支援学校五領分教室

### 美浜町
- 福井県立嶺南東特別支援学校

## 特別支援学校（視覚障害）

### 福井市
- 福井県立盲学校

## 特別支援学校（聴覚障害）

### 福井市
- 福井県立ろう学校

## リンク
- 福井県教育委員会